# Ippolito Desideri
Ippolito Desideri (Pistoia, 21 december 1684 – Rome, 14 april 1733) was een Italiaanse jezuïet, die van 1716 tot 1721 in Tibet verbleef. Het verslag van Desideri is door hem vijfmaal geschreven en herschreven. De eerste versie van de gebundelde teksten gaf hij de titel Relazione del Viaggio di Ippolito Desideri. De laatste versie gaf hij de titel  Notizi Istorische del Thibet e memorie de' viaggi e missione ivi fatta dal P. Ippoliti Desideri della Campagnia de Gesu dal medisimo scritte e dedicate, (Historische notities over Tibet, en een persoonlijk verslag van de reizen en de missie ondernomen door Ippolito Desideri van de Sociëteit van Jezus geschreven en toegewijd door dezelfde ). Hij wordt wel als de eerste Europese tibetoloog beschouwd.

## Jeugd en opleiding

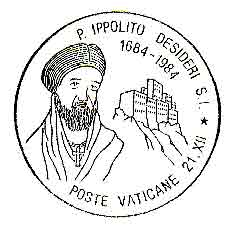
Postzegel (1984) 300 jaar na zijn geboortejaar

Desideri werd in een welgesteld gezin geboren. Zijn vader, Iacopo Desideri, was een arts. Vanaf 1693 kreeg hij onderricht op het kleinseminarie van de jezuïeten in Pistoia. Er waren eerder in de zeventiende eeuw jezuïeten uit Pistoia geweest die zich aangemeld hadden om in Afrika en Azië missiearbeid te verrichten. De leiding van het kleinseminarie bracht dat uitdrukkelijk onder de aandacht van de leerlingen en trachtte op deze wijze ook in de lokale gemeenschap van Pistoia steun voor missiearbeid te organiseren. In 1700 vertrok Desideri naar Rome. Hij werd novice bij de orde van de jezuïeten. In 1702 legde hij zijn religieuze geloften af en ging studeren aan het Collegio Romano. Na beëindiging van deze studie was hij tussen 1707 en 1710 docent aan de colleges van de jezuïeten in Orvieto, Arezzo en het Collegio Romano. 
In september 1711 maakte hij een pelgrimstocht naar de Basiliek van het Heilig Huis met het Heilig Huis van de Maagd Maria in Loreto, die daar vereerd wordt als de Moeder van de Goede Raad. Op basis van die ervaring besloot hij een brief te schrijven naar Michelangelo Tamburini, de  Generaal-overste van de Sociëteit van Jezus, waarin hij zich aanmeldde om missionaris in de Indies te worden. Met het begrip Indies werd feitelijk zowel het zuidelijk, zuidoostelijk als oostelijk deel van Azië bedoeld. 
Tamburini zag in Desideri de juiste persoon om een rol te spelen in de strijd die de jezuïeten tegen de Propaganda Fide en de orde van de kapucijnen voerden om missiegebieden te behouden dan wel toegewezen te krijgen. De Propaganda Fide had Tibet als missiegebied al in 1703 aan de kapucijnen toegewezen. In 1707 hadden de eerste kapucijnen Lhasa bereikt. Het was Tamburini echter bekend, dat deze missiepost in begin 1711 door hen was verlaten. Op basis hiervan alsmede het feit dat jezuïeten eerder in de zeventiende eeuw aanwezig waren in missieposten in het westen van Tibet besloot hij te trachten een voldongen feit te creëren door Desideri naar Tibet te zenden. Tibet werd gezien als een belangrijke geografische verbinding tussen de missiegebieden van India en China. In 1712 ontving Desideri de priesterwijding en na een audiëntie bij paus Clemens XI vertrok Desideri in 1713 naar de Portugese kolonie Goa. 

## De eerdere missies van de jezuïeten in Tibet
De eerste Europese reiziger die Lhasa bezocht zou hebben is de franciscaner monnik Odoric van Pordenone in de eerste helft van de veertiende eeuw. Vanaf de vestiging van de Portugezen in India in de loop van de 16e eeuw waren er de in de koloniale expansie van West-Europa gebruikelijke geruchten over het bestaan van christelijke gemeenschappen als gevolg van veel vroegere evangelisatie. Deze gemeenschappen werden in dit geval gezocht achter de bergketen van de Himalaya. Het was dan ook een kwestie van tijd dat missionarissen verbonden aan de vestigingen van met name Portugese jezuïeten op zoek gingen naar deze gemeenschappen.
In 1624 ondernam António de Andrade een reis vanuit Agra die hem uiteindelijk in Tsaparang bracht, de hoofdstad van het vorstendom Guge in het westen van Tibet. Hij ontdekte geen spoor van een christelijke traditie maar werd wel vriendelijk en gastvrij door de vorst ontvangen. Die ontvangst deed bij hem het enthousiasme voor een evangelisatie ontwaken. Hij keerde eerst terug naar Agra om verslag uit te brengen, maar vertrok in 1625 weer naar Tsarapang.
In 1626 werd dan daar de eerste christelijke kerk in Tibet gebouwd. In de jaren daarna werd hij gevolgd door een aantal andere jezuïeten. Zowel de Andrade als anderen hoorden in Tsarapang van een land genaamd U-Tsang (het eigenlijke Centraal-Tibet). In 1627 en 1628 bereikten de jezuïeten Estêvão Cacella en João Cabral de stad Shigatse. Na enkele jaren lopen de beide missies op een totale mislukking uit. Rondom 1635 waren de beide missieposten verlaten. Van de rest van de zeventiende eeuw is nog bekend dat twee jezuïeten Johann Grueber en Albert Dorville een reis vanuit Peking naar India maken via Nepal en twee maanden in Lhasa verbleven.

## De reis naar Lhasa
Desideri bereikte Goa in september 1713. Hij reisde enige tijd door India en studeerde op enkele plaatsen Perzisch. Hij bezocht enkele keren Delhi, waar hij in augustus 1714 Manoel Freyre voor het eerst ontmoette. Freyre zou zijn metgezel op de reis naar Tibet worden. Freyre was ook benoemd als de leidinggevende voor de reis en de missie. Op 24 september 1714 begonnen beiden aan de reis naar Tibet. In juni 1715 bereikten zij Leh, de hoofdstad van Ladakh. Desideri achtte het gebied ideaal om een missiepost te starten en wenste daar dan ook te blijven. Zijn superieur Freyre had echter – voor Desideri niet bekende – orders om de bewegingen van de kapucijnen te volgen en wenste om die reden door te reizen naar Centraal-Tibet. In oktober 1715 konden zij zich in Gartok aansluiten bij de karavaan van een Mongoolse prinses die naar Lhasa reisde. De prinses moest de reis wegens ziekte in Shigatse onderbreken en beiden reizen met enige begeleiders door naar Lhasa dat zij 18 maart 1716 bereikten. Freyre achtte dit deel van zijn taak beëindigd. Hij verlangde ook terug naar India, verliet na een maand weer Tibet en reisde via Nepal terug naar Delhi.

## Periode in Tibet
Desideri beheerste in korte tijd de Tibetaanse taal. Hij had dan ook snel contact met de intellectuele elite en de hoogste kringen in Tibet. In 1717 nam hij zijn intrek in het klooster van Sera, een paar kilometer van Lhasa. Het plan van Desideri was een boek in het Tibetaans te schrijven waarin de fouten van het Tibetaans boeddhisme verklaard werden en het katholieke geloof uiteengezet en verdedigd. Het was echter een zeer onrustige tijd in Tibet.
Na de dood van en vermoedelijke moord op de zesde dalai lama Tsangyang Gyatso, door Desideri beschreven als "een losbandige jeugd, verslaafd aan elke ondeugd, grondig bedorven" had Lhabzang Khan, de leider van de Khoshut-Mongolen met de instemming van de Chinese keizer Kangxi de macht in Tibet aan zich getrokken. Desideri en Lhabzang Khan hebben elkaar ook een aantal malen ontmoet. Desideri schrijft positief over de khan. Hij prijst zijn intellectuele nieuwsgierigheid en de tolerantie die hij had ten aanzien van andere religies dan het boeddhisme. Die macht werd betwist door Tsewang Rabtan, de opvolger van Galdan als leider van de ook Mongoolse Dzjoengaren. Later in het jaar 1717 vielen de Dzjoengaren Tibet en Lhasa binnen, doodden Lhabzang Khan en namen de macht tijdelijk over, tot een Chinees leger hen weer verdreef. Desideri achtte zich niet veilig in Lhasa en omgeving en trok zich terug in Takpo Khier, waar de kapucijnen een medische post hadden. Die periode duurde tot 1721 afgezien van enkele kortere bezoeken aan Lhasa.

## Het conflict met de kapucijnen
Enkele maanden na de aankomst van Desideri arriveerde een groep kapucijnen in Lhasa. Een belangrijk deel van zijn verblijf werd dan ook gekenmerkt door de spanningen tussen hem en die groep. Hoewel regels van gastvrijheid en het bieden van onderdak werden gerespecteerd lieten de kapucijnen er vanaf het begin van het verblijf geen twijfels over bestaan dat naar hun oordeel Desideri diende te vertrekken. 
De kapucijnen stonden ook veel vijandiger tegen de religieuze en culturele opvattingen in Tibet dan Desideri. Zij waren – met uitzondering van Francesco della Penna – ook niet of nauwelijks geïnteresseerd in het leren beheersen van de Tibetaanse taal. Desideri heeft beschreven dat de activiteiten van de kapucijnen vooral bestonden uit  het toedienen van medicijnen, waardoor veel kinderen die al op de rand van de dood verkeerden alsnog gedoopt konden worden en op die wijze de hemel konden bereiken. 
In 1718 bereikte Desideri een bericht van de Propaganda Fide dat jezuïeten niet in het missiegebied Tibet actief konden zijn. Vanaf dat moment schreef Desideri tientallen brieven naar de paus, naar Tamburini en de provinciaal van de provincie India van de jezuïeten. Hij verzocht naar Rome ter kunnen terugkeren om zelf de zaak van de missie van de jezuïeten te kunnen bepleiten. De orde ging bij de paus in beroep tegen de beslissing. Die handhaafde het standpunt van de Propaganda Fide. De jezuïeten hadden inmiddels ook andere en strategisch grotere problemen. Zij hadden zowel de ritenstrijd in Malabar als de ritenstrijd in China verloren. Hun machtspositie dreigde te eroderen. In die situatie besloot Tamburini het verlies in Tibet te nemen en schreef Desideri een brief met het bevel Tibet te verlaten. Die brief werd hem in januari 1721 door de kapucijnen getoond en Desideri had geen andere mogelijkheid dit bevel op te volgen. Hij vertrok uit Lhasa, kwam in december 1721 in Katmandu aan en bereikte Agra in India in april 1722.

## In India en terug naar Europa
In 1723 en 1724 was Desideri als pastoor werkzaam in Delhi en wist daar een nieuwe kerk te realiseren. In 1725 kreeg hij de opdracht zich in Goa te vestigen. Hij vertrok wel uit Delhi, maar vestigde zich in Patna. Die keus motiveerde hij dat het onmogelijk was om wegens de grote onveiligheid op de route naar Goa die weg te begaan. De werkelijke reden was, dat hij vanaf Goa nauwelijks mogelijkheden zou hebben naar Europa te reizen. Desideri had nog steeds het voornemen zijn zaak in Rome te bepleiten. In Patna ontmoette hij ook Samuel van der Putte, die hem om advies vroeg voor de meest geschikte route voor zijn dan spoedig te ondernemen reis naar Tibet. Hij reisde daarna naar Pondicherry. Eind 1726 kreeg Desideri daar dan eindelijk de gelegenheid naar Europa terug te keren. De aartsbisschop van Madras vroeg hem in Rome de zaak van de zaligverklaring van Johannes de Britto te bepleiten. Desideri vertrok in januari 1727 en arriveerde in Port-Louis in Bretagne in augustus van dat jaar. Hij bracht enige tijd in Frankrijk door, gaf lezingen aan colleges van de jezuïeten in het land en werd ontvangen door koning Lodewijk XV.

## De laatste jaren
In Italië verbleef Desideri eerst enige tijd in Florence en zijn geboortestad Pistoia. In januari 1728 kwam hij in Rome aan. Hij ontdekte daar, dat er nauwelijks mogelijkheden zouden zijn de zaak van de jezuïeten in Tibet te bepleiten. De orde van de kapucijnen had een aantal beschuldigingen tegen Desideri ingediend. Het gevolg was dat hij en de orde van de jezuïeten zich nu moest verdedigen in plaats van iets te kunnen bepleiten. Desideri schreef drie verweerschriften. Na nieuwe beschuldigingen gaf hij aan die niet meer te kunnen of willen beantwoorden, aangezien hij alle argumenten reeds in de eerdere Difese had opgesomd. In 1732 nam de Propaganda Fide een beslissing, waarbij nog een keer bevestigd werd dat Tibet het exclusieve missiegebied van de kapucijnen was en verbood ook verder iedere discussie daarover. 
Desideri was in deze jaren ook verdergegaan met het schrijven en herschrijven van zijn reisverslag. Hij verbleef in het Collegio Romano. Hij overleed op 13 april 1733 in de kerk Chiesa del Gesù. 

## De manuscripten van Ippolito Desideri
Zijn beschrijving van ruim zes jaar in Tibet vormt het belangrijkste deel van zijn Notizie Istorische del Tibet. Het is de eerste algemene accurate beschrijving van het land. Desideri beschreef het landschap, de flora en fauna, de landbouw in Tibet, de Tibetanen met hun gebruiken, de sociale orde, de voor dat moment recente geschiedenis van Tibet en vooral het Tibetaans boeddhisme. Desideri was daartoe in staat door zijn goede beheersing van de Tibetaanse taal en zijn grote netwerk met de goed opgeleide lama's in de kloosters.
Tot dan toe werd er gesproken over de religie van Tibet zonder enig besef van het feit dat dit een regionale variant van het boeddhisme was. Desideri merkte als eerste de voornamelijk uit India afkomstige wortels van het Tibetaans boeddhisme op. In zijn boek geeft hij ook een correcte samenvatting van zowel de kangyur als de tengyur, de Tibetaans boeddhistische canon. Hij beschreef op correcte wijze het proces van de selectie van gereïncarneerde tulkus.
Desideri was van opvatting dat de oorspronkelijk uit India afkomstige religie enigszins in onbruik raakte en er daarbij in Tibet nieuwe verhalen verzonnen werden. Hij noemde echter de Tibetanen een intelligent volk, begiftigd met verbeeldingskracht, die afscheid hebben genomen van veel dat in de oude leerstellingen onbegrijpelijk was en behouden hebben dat waarheid en goedheid leek.
Desideri oefende in zijn boek ernstige kritiek uit op eerder verschenen publicaties over Tibetaans boeddhisme. Hij noemt met name de boeken van Marco Polo, António de Andrade, Athanasius Kircher en een aantal andere wat minder bekende auteurs. Hij wijst op een aantal grote fouten in hun werk, spreekt ook de overtuiging uit dat auteurs die nooit in Tibet zijn geweest dan wel geen Tibetaans beheersen nooit in staat zullen zijn om tot een correcte opvatting te komen.
Tijdens zijn verblijf in Tibet schreef hij meerdere werken in het Tibetaans, waaronder De essentie van de christelijke religie. Het eerste deel is in de vorm van een debat tussen het voor het boeddhisme zo centrale begrip Sunyata (leegte) en de christelijke conceptie van een god. Desideri is de eerste Europeaan die dat begrip leegte vatte. In dit  boek beschreef hij ook de immense moeite die het hem kostte om de conceptie van leegte te leren begrijpen. Niemand van de veel langere missie van de kapucijnen is in staat geweest dit begrip te vatten. Het tweede deel van dit werk is in de vorm van een dialoog tussen een geleerde en zijn leerling waarin het christelijke geloof gepropageerd wordt.
De Notizie Istorische del Tibet van Desideri zal geschreven zijn na zijn terugkeer uit Tibet tijdens zijn verblijf daarna in India en gedurende de laatste jaren van zijn leven in Europa, vanaf 1727. Als gevolg van het besluit van de Propaganda Fide van 1732 werd het onmogelijk zijn boeken te publiceren. Het gevolg was dat zijn werk snel in de vergetelheid raakte. Dat heeft grote negatieve gevolgen gehad voor de kennis in Europa over Tibet en het boeddhisme. Een aantal inzichten van hem werd pas in de twintigste eeuw bevestigd.
Pas in 1875 werd een deel van zijn manuscripten weer gevonden in een privébibliotheek in Pistoia. In 1904 werd een eerste publicatie in het Italiaans uitgegeven. Dat was echter een uitgave waarin maar een deel van de beschrijving van Desideri in voorkomt. Mede door de zeer beperkte oplage bleef deze uitgave dan ook relatief onbekend. In 1924 werd door de Nederlandse jezuïet Cornelius Wessels in de archieven van de orde der jezuïeten in Rome nog twee andere manuscripten van Desideri gevonden waarin andere hoofdstukken voorkwamen. Een uitgave op basis van de drie manuscripten verscheen in 1932 onder verantwoordelijkheid van Felippo de Felippi. Er is een meer recente vertaling in het Engels van Michael Sweet, geredigeerd door Leonard Zwilling.
Het meeste van zijn in het Tibetaans geschreven werk werd ook als verloren beschouwd. Door een vondst van de Italiaanse tibetoloog Giuseppe Toscano in 1975 in de archieven van de jezuïeten in Rome zijn er nu vijf werken van Desideri in het Tibetaans bekend. Het meeste is in het Italiaans vertaald. In 2016 is van twee werken door Guido Stucco een Engelse vertaling vanuit het Italiaans uitgebracht. In 2018 zijn van twee werken Engelse vertalingen verschenen die geheel gebaseerd waren op de Tibetaanse tekst. Het betreft The essence of the  Christian Religion en een deel van de  Inquiry concerning the doctrines of previous lives and of emptiness, offered to the scholars of Tibet by the Star Head Lama called Ippolito.